# Toyota Corolla (E100)
El Toyota Corolla E100 fue la séptima generación de autos vendidos por Toyota bajo la placa de identificación Corolla. Esta generación de Corolla era más grande, más pesada y visualmente más aerodinámica que el modelo al que reemplazó. Con su 2465 mm (97,0 plg) distancia entre ejes, el Corolla se había trasladado a la clase de tamaño compacto que alguna vez ocupó el Corona y Camry. El Corolla volvió a tener un modelo equivalente Sprinter, siendo el Sprinter Trueno equivalente al Corolla Levin y ambos exclusivos de los concesionarios japoneses Toyota Vista Store.

## Diseño
El desarrollo del Corolla de séptima generación estuvo a cargo del ingeniero jefe Akihiko Saito. No solo se aumentó la distancia entre ejes, sino que el nuevo Corolla también recibió una pista más ancha que la serie 90. El diseño macizo y sólido reflejaba el deseo del jefe de desarrollo, el Dr. Akihiko Saito, de hacer un 'mini-Lexus', para aprovechar los éxitos recientes de la nueva gama insignia de Toyota. El sedán y el hatchback tienen Cd=0.33, el liftback es Cd=0.30, y la vagoneta/furgoneta son Cd=0.36. Los modelos de la serie 100 usaban menos paneles de carrocería que sus predecesores, para mayor resistencia, menor costo y menos espacios en los paneles (lo que proporciona una apariencia más limpia y menor resistencia al viento). Los faros ahora eran de policarbonato en lugar de vidrio, y casi el 90 por ciento de la carrocería estaba hecha de acero galvanizado, en comparación con aproximadamente el 60 por ciento en la generación anterior.

## Japón
La gama de modelos Corolla estándar incluía los modelos hatchback de tres puertas Corolla FX, sedán de cuatro puertas y station wagon (y camioneta ligera) de cinco puertas. También regresando en esta generación estaba el cupé de dos puertas Corolla Levin. Una variante 4WD del sedán y la camioneta también estaba disponible con un motor de gasolina de 1,6 litros o un motor diésel de 2,0 litros.
El "techo rígido con columnas" de cuatro puertas Corolla Ceres y Sprinter Marino se introdujeron en 1992. No tenían un parecido exterior real, pero presentaban el chasis y la mayoría de la gama de motores de los Corollas estándar, y utilizó el tablero Levin/Trueno. En mayo de 1993 se introdujeron cambios menores en el lavado de cara. Estos incluyeron una nueva parrilla, una reconfiguración de las luces traseras y varios otros detalles y adornos.
El sedán E100 sedán y hatchback introducidos en 1991 duraron hasta la introducción del E110 en mayo de 1995, mientras que los vagones E100 y la furgoneta relacionada continuaron en el mercado japonés junto con el Corolla más nuevo. y modelos Sprinter Carib. Los vagones de pasajeros estaban disponibles en versiones 'G-Touring', 'L-Touring' y 'BZ-Touring' de alto rendimiento, mientras que los modelos "Van" y "Business Wagon" eran básicamente vagones despojados con suspensiones traseras de eje sólido con suspensión de hojas. . Los Business Wagons generalmente tenían niveles de equipamiento ligeramente más altos que las camionetas más simples. Toyota también ofreció una versión de techo alto de la camioneta Corolla (y Sprinter). El Corolla Touring Wagon continuó hasta 2000, mientras que ambas versiones comerciales continuaron atendiendo al mercado japonés hasta julio de 2002, sobreviviendo por mucho tiempo a los principales modelos E110 en Japón. Fue sucedido por el Probox.

### TRD2000
En octubre de 1994, Toyota Racing Development lanzó una edición especial del Corolla para el mercado japonés, conocida como TRD2000. Estos autos se basaron en el sedán GT y se convirtieron para replicar las especificaciones del Coche de carreras Corolla JTCC de 1994. El motor se cambió a un aspiración natural 2.0 L 3S-GE con 180 caballos de vapor (132 kW), nuevo motor de 5 velocidades S54 caja de cambios manual, embrague de servicio pesado, LSD mecánico, cambio rápido, ruedas TRD tipo FT de 15 pulgadas con Yokohama Neumáticos Grandprix M5, frenos TRD, nueva suspensión (20 mm más baja), pequeño alerón en el maletero, doble escape de acero inoxidable, asientos individuales König Prinz P200, volante TRD y solo disponible en blanco. Inicialmente, se planeó construir 99 autos, pero solo se vendieron 10 autos debido al alto precio, incluso más que el Celica GT-Four ST205.
| Motor | Potencia                                                      | Torque |
| --- | ------------------------------------------------------------- | --- |
| 1.3 L 2E cuatro en línea (gasolina)                                                                          | 73 caballos de vapor (54 kW)                                  | 10,3 kilogramos·metros (101 N·m; 74 lb·pie)                                                                                       |
| 1.3 L 4E-FE cuatro en línea (gasolina) Camioneta Furgoneta                                                   | 97 caballos de vapor (71 kW) 94 caballos de vapor (69 kW)     | 11,5 kilogramos·metros (113 N·m; 83 lb·pie) 11,3 kilogramos·metros (111 N·m; 82 lb·pie)                                           |
| 1.5 L 3E cuatro en línea (gasolina) - Furgoneta, 09/91-01/94                                                 | 79 caballos de vapor (58 kW)                                  | 12 kilogramos·metros (118 N·m; 87 lb·pie)                                                                                         |
| 1.5 L 5E-FE cuatro en línea (gasolina) - furgoneta/familiar de negocios, 01/94-04/98 04/98-08/00 08/00-06/02 | 97 CV (71 kW) 91 CV (67 kW) 89 CV (65 kW)                     | 12,7 kilogramos·metros (125 N·m; 92 lb·pie) 13,2 kilogramos·metros (129 N·m; 95 lb·pie) 13 kilogramos·metros (127 N·m; 94 lb·pie) |
| 1.5 L 5A-FE cuatro en línea (gasolina) después de mayo de 1995                                               | 105 CV (77 kW) 100 CV (74 kW)                                 | 13,8 kg·m (135 N·m; 100 lb·pie) 14 kg·m (137 N·m; 101 lb·pie)                                                                     |
| 1.6 L 4A-FE cuatro en línea (gasolina) algunos últimos modelos                                               | 115 caballos de vapor (85 kW) 110 CV (81 kW)                  | 15 kg·m (147 N·m; 108 lb·pie) 15,2 kg·m (149 N·m; 110 lb·pie)                                                                     |
| 1.6 L 4A-GE (20-Valve) cuatro en línea (gasolina) BZ Touring (02/96-08/00)                                   | 160 caballos de vapor (118 kW) 165 caballos de vapor (121 kW) | 16,5 kilogramos·metros (162 N·m; 119 lb·pie)                                                                                      |
| 1.6 L 4A-GZE cuatro en línea (gasolina)                                                                      | 170 caballos de vapor (125 kW)                                | 21 kilogramos·metros (206 N·m; 152 lb·pie)                                                                                        |
| 2.0 L 2C cuatro en línea (diesel) Van                                                                        | 73 CV (53,7 kW)                                               | 13,5 kg·m (132 N·m; 98 lb·pie) 13,2 kg·m (129 N·m; 95 lb·pie)                                                                     |
| 2.2 L 3C-E cuatro en línea (diesel)                                                                          | 79 CV (58,1 kW)                                               | 15 kilogramos·metros (147 N·m; 108 lb·pie)                                                                                        |

### Galería

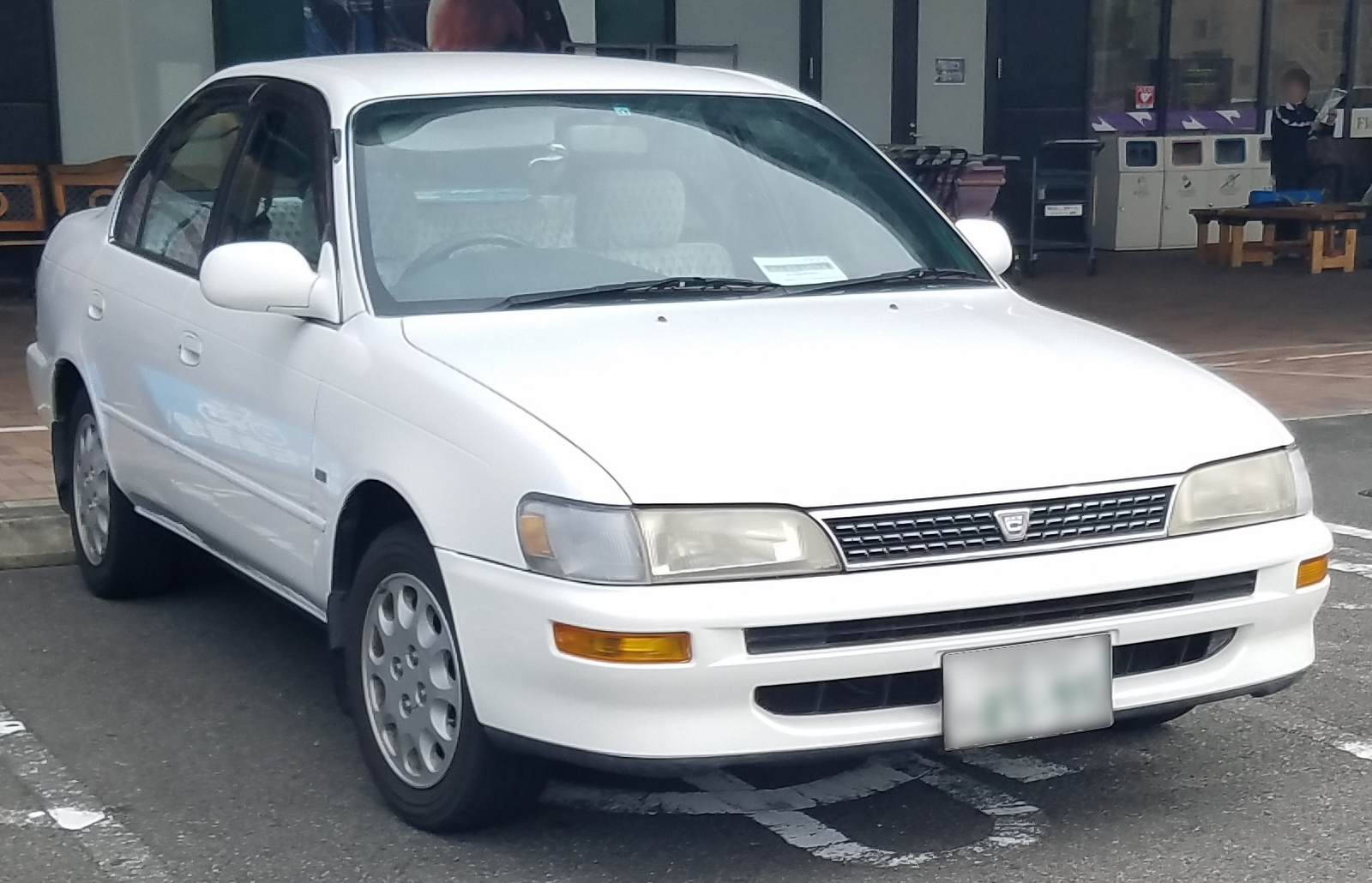
Toyota Corolla LX Limited Saloon
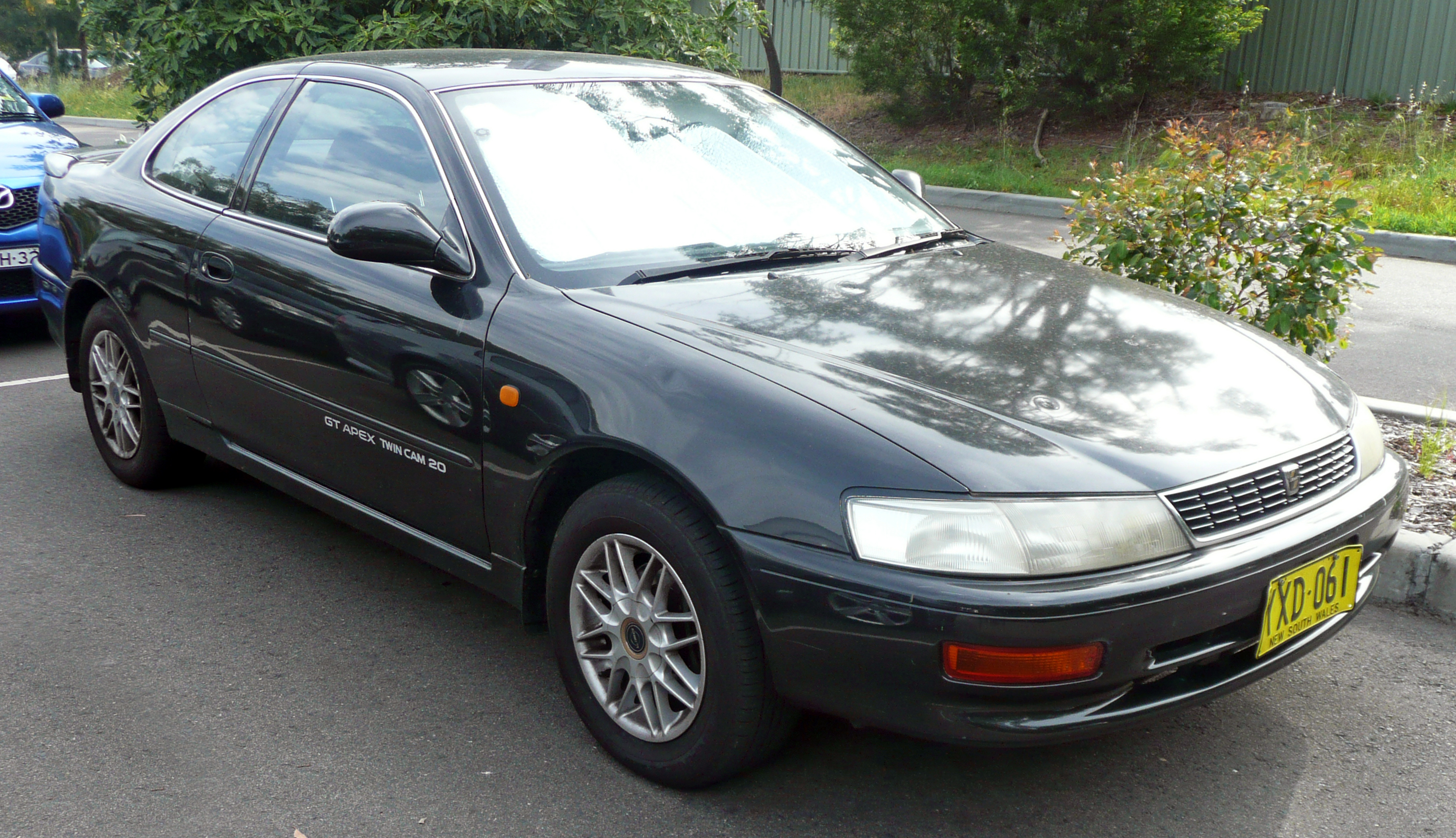
Toyota Corolla Levin GT APEX (AE101)
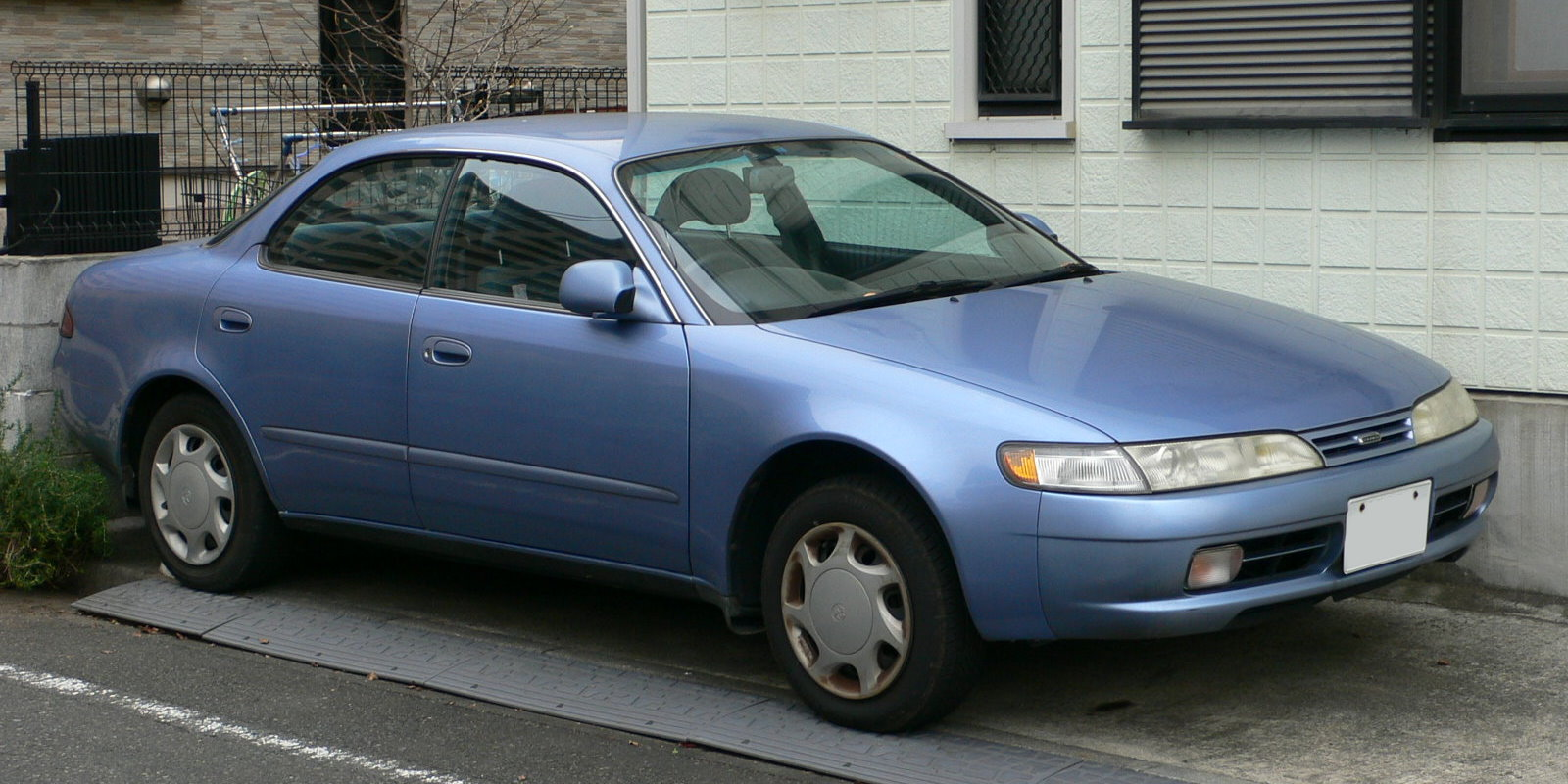
Toyota Corolla Ceres
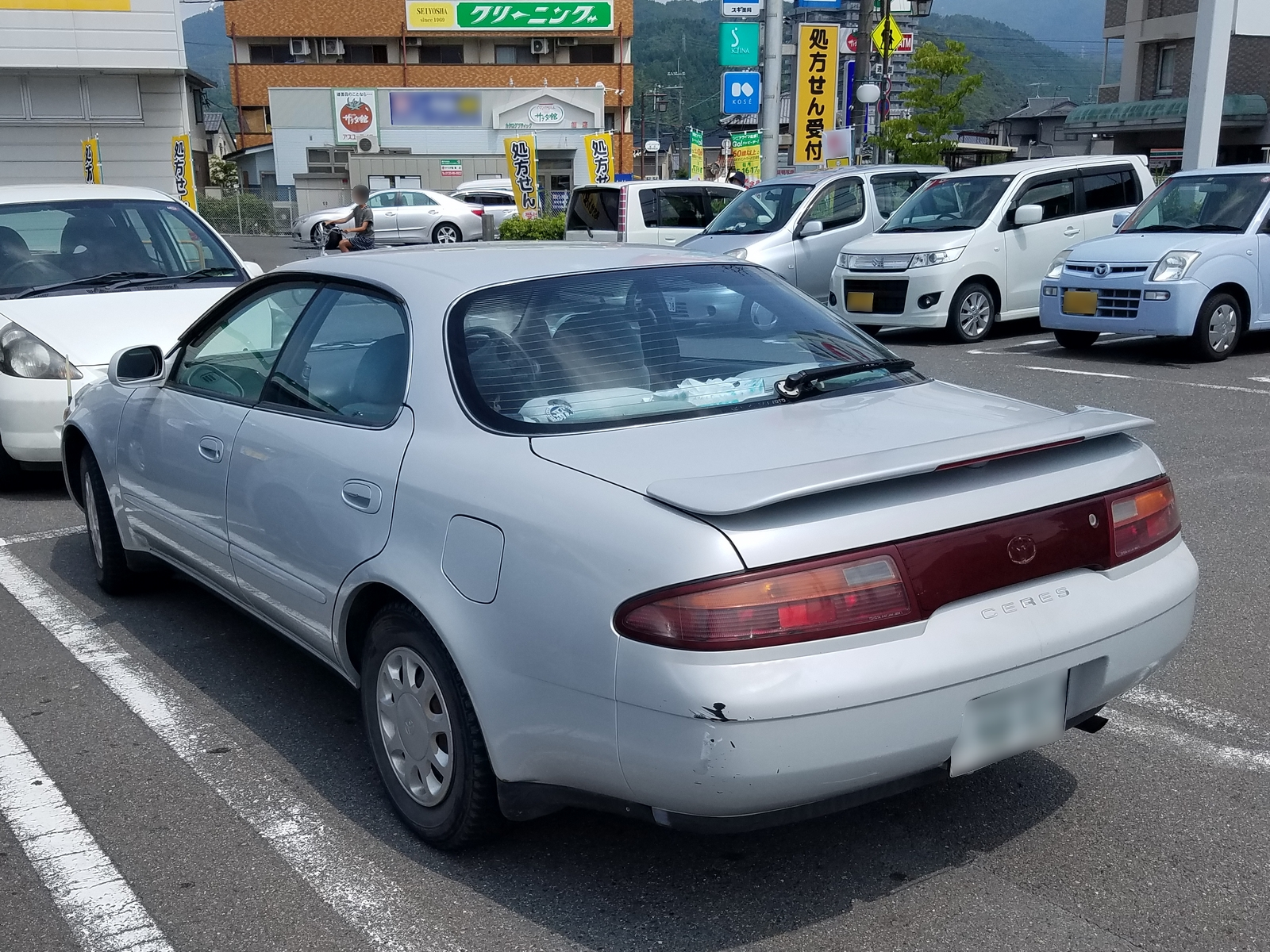
Toyota Corolla Ceres
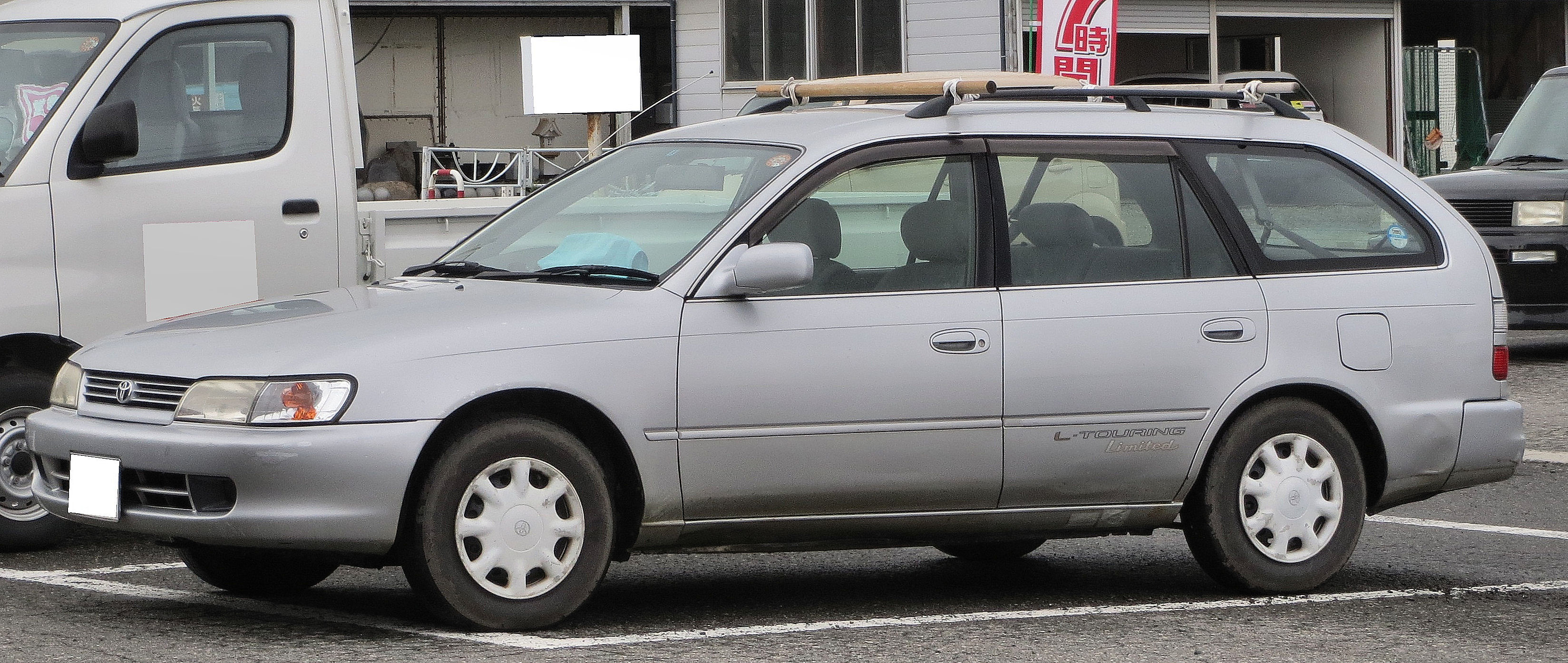
1997-2000 Toyota Corolla L-Touring Wagon
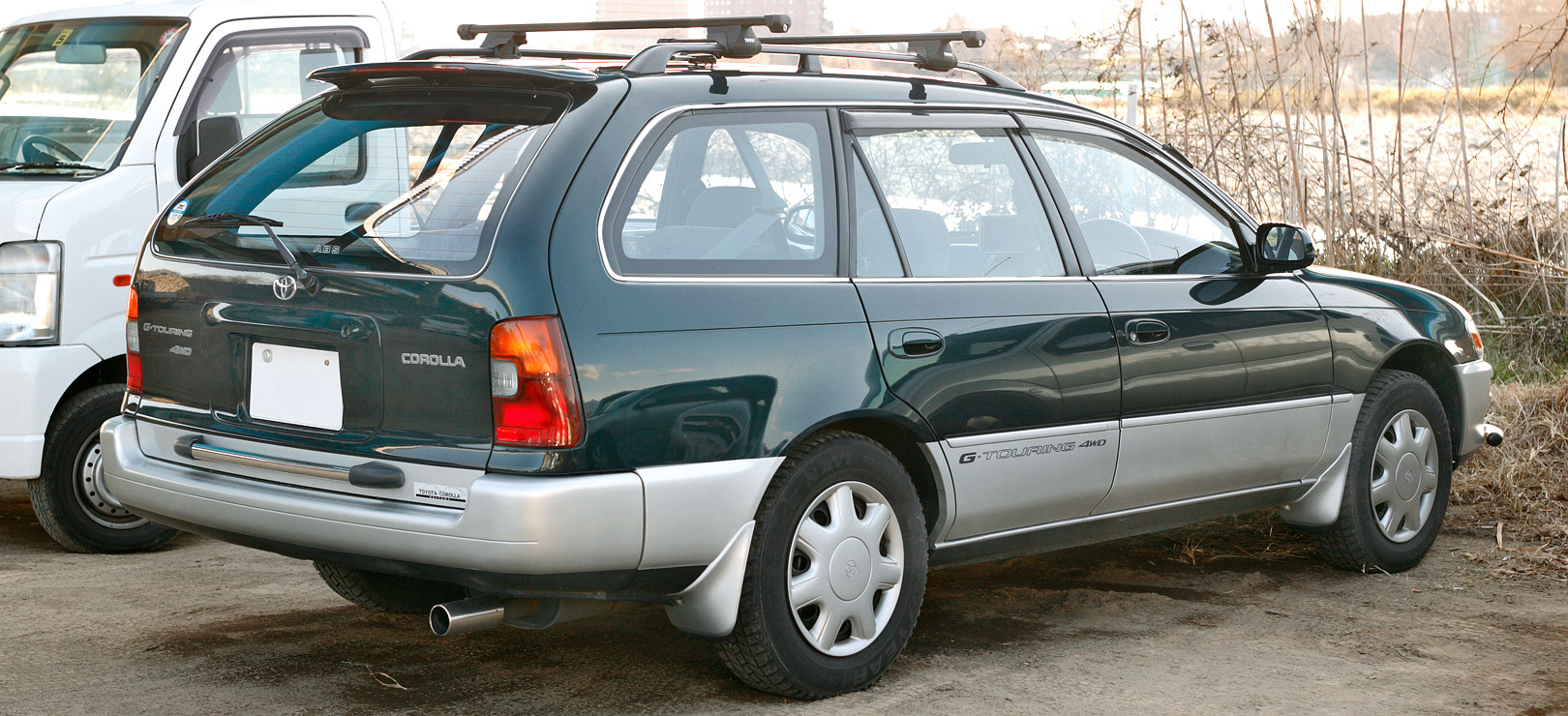
1992-1996 Toyota Corolla G Touring Wagon
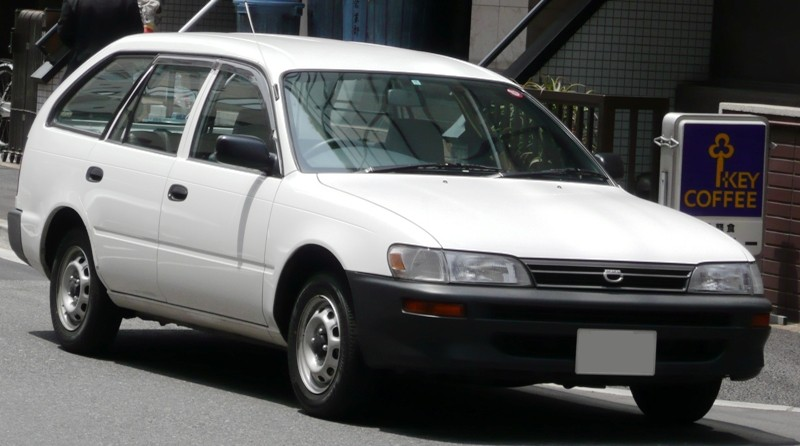
1991-2002 Toyota Corolla Van
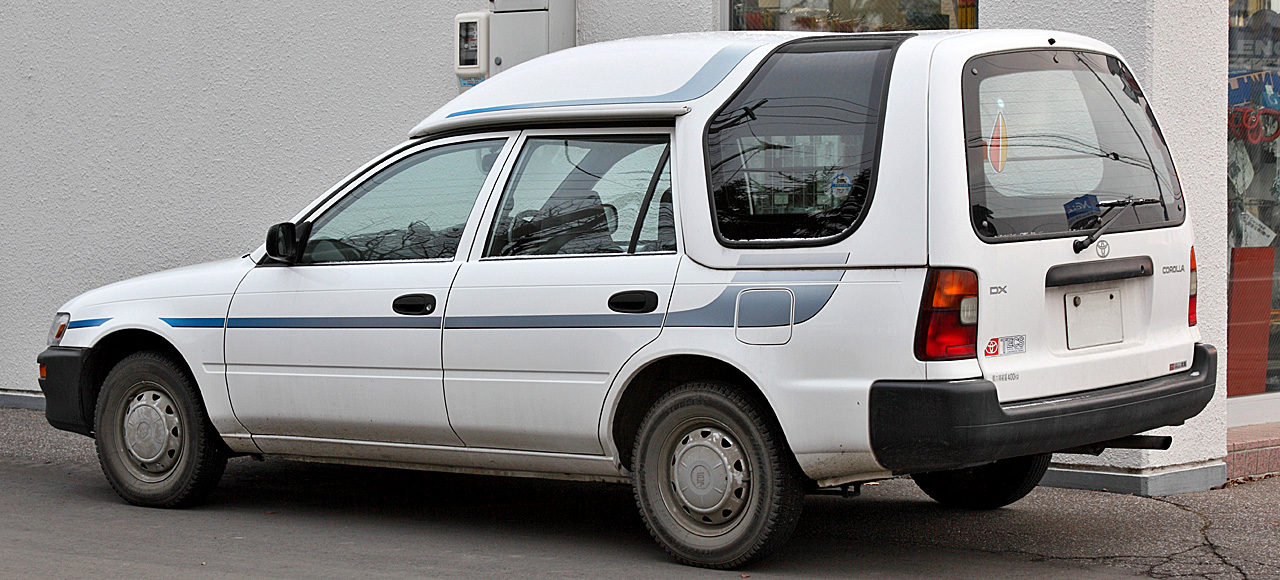
Toyota Corolla Highroof Van

Transejes manual de mercado japonés:
- C140 4M/T
- C50 5M/T
- C51 5M/T
- C52 5M/T
- C56 5M/T
- C160 6M/T
- S50 5M/T
- E59F 5M/T
- E55F 5M/T (4WD)

Transejes automática de mercado japonés:
- A240L 4A/T
- A245E 4A/T
- A246E 4A/T
- A241L 4A/T
- A132L 3A/T
- A241H 4A/T (4WD)

Chasis del mercado japonés:
La siguiente lista no es completa ni inclusiva:
- EE101 — 1.3L 4E-FE sedán, hatchback (DX, LX, XE)
- EE102V — 1.3L 4E-FE van
- EE103V — 1.5L 5E-FE van
- EE104G — 1.5L 5E-FE business wagon
- EE106V — 1.3L 2E van
- EE107V — 1.5L 3E van
- EE108G — 1.5L 3E business wagon
- AE100, G — 1.5L 5A-FE sedán (DX, LX, XE, SE-Limited), cupé (Levin S), y Wagon (L-Touring, G-Touring)
- AE101, G — 1.6L sedán (SE-G, GT), FX hatchback (SJ, GT), Wagon (BZ-Touring), hardtop Ceres, y cupé (Levin SJ, GT, GT APEX, GT-Z)
- AE104, G — 1.6L sedan 4WD (LX Limited, XE, SE Limited) y Touring Wagon 4WD
- AE109V — 1.6L van 4WD
- CE100, G — 2.0L sedán diesel y Touring Wagon
- CE101G — 2.2L Touring Wagon diesel
- CE102G — 2.2L business wagon diesel
- CE104 — 2.0L sedan 4WD diesel
- CE105V — 2.2L van 4WD diesel
- CE106V — 2.0L van diesel
- CE107V — 2.2L van diesel
- CE108G — 2.0L business wagon diesel
- CE109V — 2.0L van 4WD diesel

## Asia

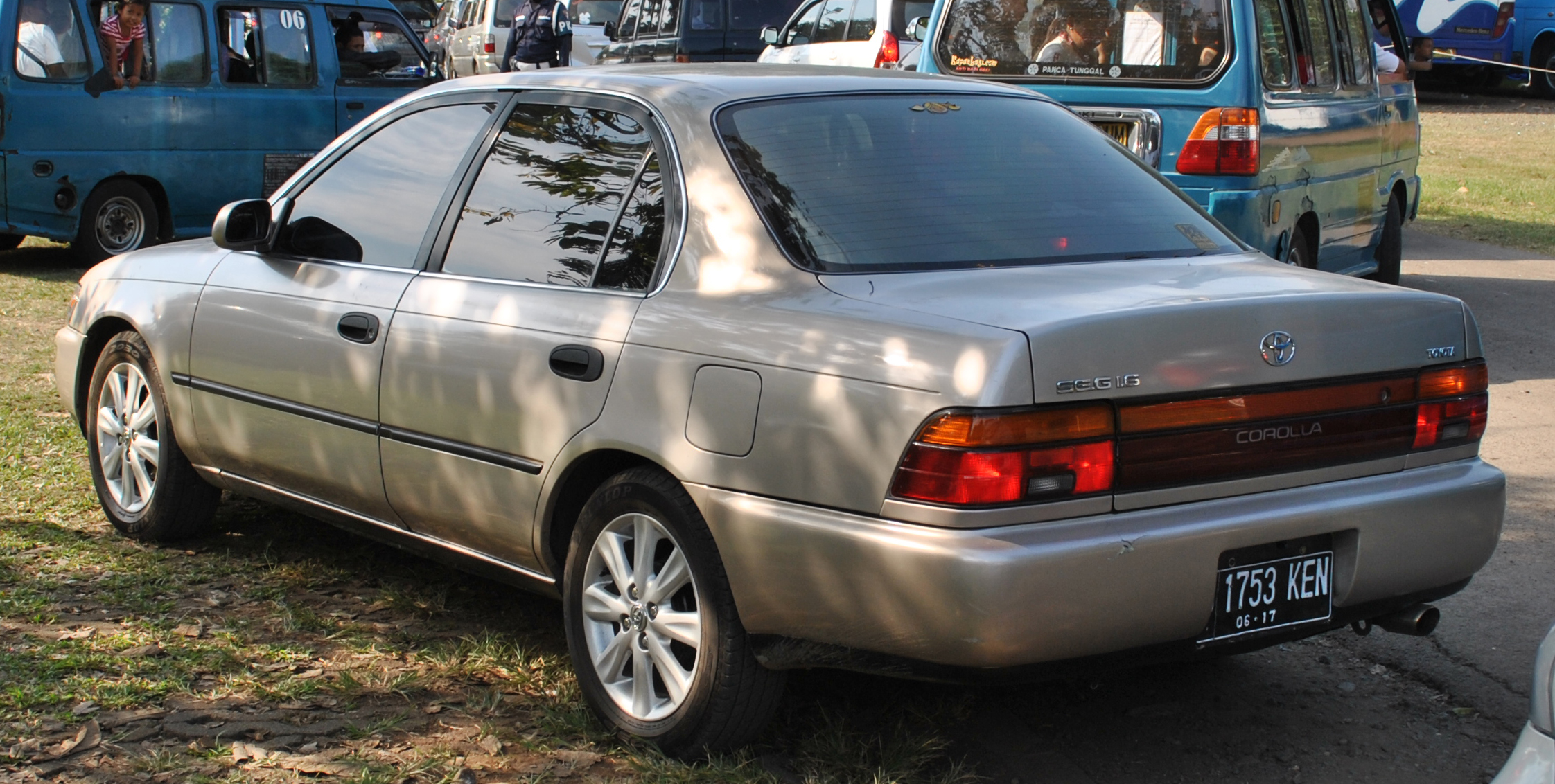
Toyota Great Corolla 1.6 SE-G (Indonesia; aspecto previo al lavado de cara de 1992-1995 igual que en otros países asiáticos)

En Filipinas, el E100 Corolla recibe el sobrenombre de "Big Body". Allí se vendieron tres variantes del E100 Corolla; XL, XE y GLi. Tanto el XL como el XE ofrecían el motor 2E carburado de 1.3 litros, y el último disfrutaba de características adicionales como dirección asistida, llantas de aleación, reloj digital y tacómetro. El GLi recibió un motor de inyección de combustible de 1,6 litros (4A-FE). El modelo superior se ofreció en transmisiones manuales y automáticas de 5 velocidades, mientras que el XL y el XE solo venían con la transmisión manual. Esta generación del Corolla fue el primer automóvil de 1.6 litros en introducir llantas de aleación 14 pulgadas (355,6 mm) en el país en 1992. Otras características pioneras que siguieron fueron los cinturones de seguridad traseros, portavasos delanteros (posteriores 1994) y una bolsa de aire para el conductor (finales de 1995). ABS siguió durante sus últimos años.
El sedán E100 Corolla es apodado como el "Gran Corolla" en Indonesia y apodado "Corolla SEG 100" en Malasia. Inicialmente, los niveles de equipamiento eran 1.3 SE y 1.6 SE-G. El modelo de motor más pequeño fue reemplazado por un 1.6 SE en 1994.
El 1.3 XLi, 1.5 GLi sedán, wagon y Levin 1.5 SJ cupé se vendieron en Hong Kong.

## América del Norte
En América del Norte, el Corolla era nuevo para el año modelo 1993. Tenía diferentes faros (luces altas/bajas independientes), parrilla, parachoques (extendidos) y guarnición de baúl para los sedanes Base y DX. El modelo base vino con el motor de segunda generación 4A-FE de 1.6 litros con vías de admisión más rectas en la cabeza. El DX, LE y el vagón venían con el 7A-FE de 1,8 litros. Las versiones de 1993 y 1994 del motor 7A-FE fueron clasificadas en 115 caballos (85,8 kW), las versiones posteriores fueron calificadas en 105 caballos (78,3 kW) principalmente debido a las diferencias de la forma de admisión. Cada modelo tiene suspensión totalmente independiente, frenos de disco delanteros y frenos de tambor traseros.  El LE (edición de lujo) tiene asientos delanteros deportivos y estaba disponible en los EE. UU. con A/T solamente o disponible en Canadá con A/T o M/T. Sporty Corollas y 4WD Corollas ya no se ofrecían ni importaban en esta generación, y el Corolla Sport fue reemplazado por el Paseo más pequeño. Algunos sedán Corolla de 1993 vendidos también se produjeron en Japón, debido a retrasos en la fábrica. Todos los vagones se produjeron en la planta de Takaoka en Japón.
Se produjeron cambios menores para el año modelo 1996. Entre estos cambios, el DX recibió luces traseras y adornos traseros de color rojo brillante/transparente, y cubiertas de ruedas nuevas. El modelo Base (y más tarde el CE) vino con una guarnición de maletero de plástico gris rediseñada.
En 1997, se eliminó la camioneta DX, pero se ofreció un sedán CE (edición clásica) especial e incorporó una serie de características populares en un paquete económico. Entre el equipo estándar se encontraban las opciones de ventanas y seguros eléctricos, aire acondicionado, dirección asistida, un estéreo de cuatro bocinas, espejos remotos manuales y tapetes especiales y distintivos exteriores. Todos los modelos recibieron protección adicional contra impactos laterales para cumplir con los nuevos estándares federales. Y por primera vez, durante 1997, todos los Corolla vendidos en los Estados Unidos fueron fabricados en Norteamérica en la planta de NUMMI en Fremont, California y la planta de TMMC en Canadá. A finales del año modelo 1997, el Corolla se había convertido en la placa de identificación más vendida en la historia del automóvil, superando al VW Beetle. Los accesorios oficiales de Toyota disponibles como actualizaciones de fábrica u opciones instaladas en el puerto o el concesionario incluyen: techo corredizo eléctrico (solo DX), ruedas de aleación de aluminio (solo DX), carenado frontal, alerón trasero, guardabarros, V.I.P. sistema de entrada sin llave (CE "Classic Edition" y DX Sedan solamente. Requiere Paquete de energía.), Sistema de seguridad remoto sin llave V.I.P RS3000, Sistema de alarma pasiva V.I.P S1000, tapetes, detalles de tablero de madera y un paquete de emblema dorado (solo DX).
| Motor                                  | Potencia         | Torque                 |
| -------------------------------------- | ---------------- | ---------------------- |
| 1.6 L 4A-FE cuatro en línea (gasolina) | 100 HP (74,6 kW) |                        |
| 1.6 L 4A-FE cuatro en línea (gasolina) | 105 HP (78,3 kW) |                        |
| 1.8 L 7A-FE cuatro en línea (gasolina) | 105 HP (78,3 kW) | 117 lb·pie (158,6 N·m) |
| 1.8 L 7A-FE cuatro en línea (gasolina) | 115 HP (85,8 kW) | 115 lb·pie (155,9 N·m) |

Códigos de chasis del mercado norteamericano:
- AE101 — Sedán de 4 puertas con 1.6 4A-FE (estándar, CE)
- AE102 — Sedán de 4 puertas y Wagon de 5 puertas con 1.8 7A-FE (DX, LE)

## Europa

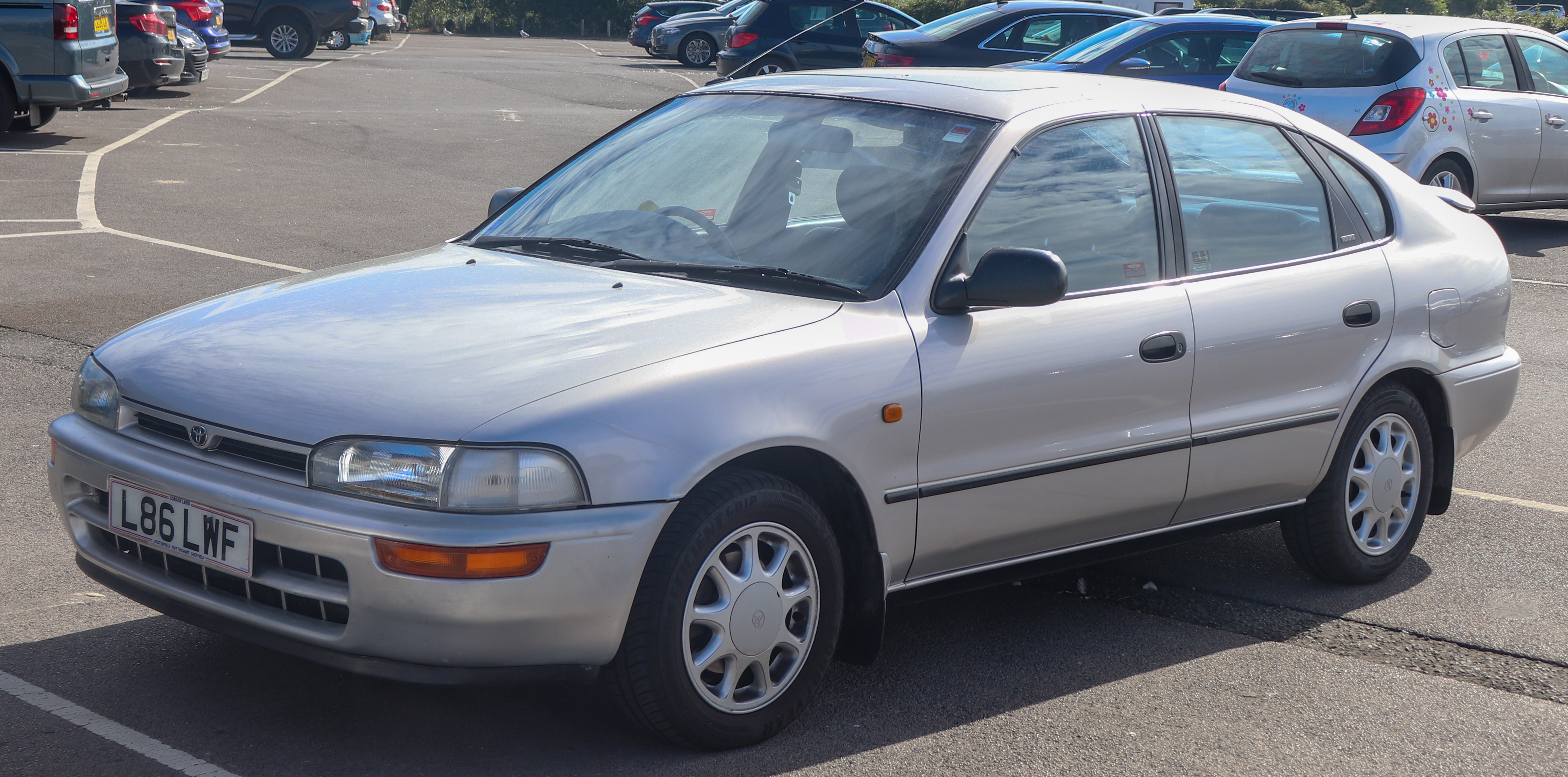
Toyota Corolla Executive Automatic 1.6 5 puertas liftback (AE101, Reino Unido)

El Sprinter de cinco puertas se vendió como Corolla Sprinter en algunos mercados de Europa, y simplemente como Corolla liftback en otros. El hatchback Corolla de tres y cinco puertas también se vendió en Europa, donde se llevó la mayor parte de las ventas del Corolla. Estaba disponible principalmente en especificaciones normales (no deportivas), a diferencia de la gama FX de solo tres puertas disponible en Japón, aunque también se comercializaron algunos modelos ligeramente atractivos.
En Europa, el hatchback se vendió mejor que el sedán y el familiar. Los niveles de equipamiento típicos son Base, XLi y GLi. Algunos modelos selectos y raros presentaban el motor 1.8L 7A-FE, incluido el 1.8 GXi hatchback de 3 puertas en el Reino Unido y el familiar 1.8 XLi 4WD en ciertos mercados. El sedán tiene su matrícula trasera montada en la tapa del maletero a diferencia del parachoques en otros modelos de la región. En Alemania y algunos otros mercados, el motor 4E de 1331 cc se denominaba 1.4, ya que desplazaba más de 1300 cc.
Las ventas británicas comenzaron un poco más tarde que en otras partes del mundo, en agosto de 1992. Originalmente, solo se ofrecían los motores de gasolina 1.3 y 1.6, el 2.0 Diesel y el ligeramente deportivo 1.8 GXi se agregaron en marzo de 1992. El GXi tiene 118 caballos (88 kW; 120 CV) reclamados, un impulso incremental sobre el 1.8 4WD. En agosto de 1995 se revisó la formación; los nuevos modelos en el mercado del Reino Unido fueron Sportif, GS, CD, Si y CDX. El GS presentaba un exterior totalmente codificado por colores y con sistema eléctrico completo y un techo corredizo de acero inclinable/deslizante, así como un interior mejorado con diales blancos y un cuentarrevoluciones.
En Alemania, el mercado automovilístico nacional más grande de Europa, el E100 mantuvo la reputación de confiabilidad y economía del Corolla. En 1995, encabezó la clase de autos familiares pequeños en una encuesta de confiabilidad de autos de 4 a 6 años realizada por la Asociación de Automóviles (ADAC) alemana, con 5.3 averías registradas por 1000 autos para vehículos de cuatro años. autos y 10.1 para autos de seis años: esto comparado con 12.0 averías por 1,000 autos para los Volkswagen Golfs de cuatro años y 21.8 para los Golfs de seis años.  (El perdedor de la clase fue el Fiat Tipo con 38.3 averías por cada 1,000 para coches de cuatro años y 44.0 para Tipos de seis años.)
| Motor                                  | Potencia       | Torque                         |
| -------------------------------------- | -------------- | ------------------------------ |
| 1.3 L 2E cuatro en línea (gasolina)    | 53 kW (72 hp)  | 101 newtons·metro (74 lb·pie)  |
| 1.3 L 4E-FE cuatro en línea (gasolina) | 65 kW (88 hp)  | 111 newtons·metro (82 lb·pie)  |
| 1.6 L 4A-FE cuatro en línea (gasolina) | 84 kW (114 hp) | 145 newtons·metro (107 lb·pie) |
| 1.8 L 7A-FE cuatro en línea (gasolina) | 86 kW (117 hp) | 156 newtons·metro (115 lb·pie) |
| 2.0 L 2C-III cuatro en línea (diesel)  | 53 kW (72 hp)  | 129 newtons·metro (95 lb·pie)  |

Chasis del mercado europeo::
- EE100 — 1.3L 2E
- EE101 — 1.3L 4E-FE
- AE101 — 1.6L 4A-FE
- AE102 — 1.8L 7A-FE
- AE103 — 1.8L 7A-FE 4WD
- CE100 — 2.0L 2C diesel.

## Australia/Nueva Zelanda
A fines de 1992, los E100 Corolla ensamblados en Nueva Zelanda se introdujeron en el mercado de Nueva Zelanda. Estos vehículos fueron ensamblados en la fábrica de Toyota's Thames. Los niveles de equipamiento consistían en 1.3L XL, 1.6L GL, 1.6L GS y 1.6L GLX. Los estilos de carrocería disponibles eran sedán, hatchback de cinco puertas, liftback de cinco puertas y wagon de cinco puertas. También hubo una versión van del hatchback de 1.3 litros; este modelo era un biplaza estricto. El 1.3 tiene carburador mientras que el 1.6 tiene inyección de combustible, lo que proporciona 81 kW (110 CV). La falta de potencia de gama baja del 1.6 fue mencionada por los probadores de carretera de la época y más tarde también se puso a disposición el motor torquier de 1.8 litros. Toda la gama Corolla ahora recibió dirección asistida como equipo estándar. Al igual que con la mayoría de los otros Toyota ensamblados en Nueva Zelanda de los años ochenta y noventa, al ex corredor Chris Amon se le permitió ajustar la configuración de la suspensión del E100 Corolla.
Durante 1994, el E100 Corolla se convirtió en el primer modelo de Toyota fabricado en la nueva planta de Altona (la producción del Corolla entre 1968 y 1993 se realizó en Port Melbourne instalación). Este modelo vino en variantes hatchback (Seca) y sedán. Los niveles de equipamiento consistían en 1.6L CSi (modelo base), 1.6L y 1.8L CSX, 1.8L Conquest, deportivo 1.8L RV (solo hatchback) y el tope de gama 1.8L Ultima (solo sedán). Los modelos de edición especial se incluyeron en la línea de modelos y, entre 1994 y 1996, Toyota también importó el modelo Sprinter de cinco puertas con respaldo. En 1999, se terminó la producción del E100 Corolla en Australia y Toyota Australia volvió a las importaciones japonesas, esta vez el modelo AE112R.
En mayo de 2017, ANCAP realizó una prueba de choque frontal entre un E100 Seca de 1998 y un E180 Auris/Corolla de 2017. El E100 obtuvo 0,40 de los 16 puntos posibles, lo que destaca la mejora de la seguridad de los automóviles más nuevos.